# Jean François Roland de Bussy
Jean-François Roland de Bussy (15 décembre 1767 à Lons-le-Saunier - 21 juin 1858 à Alger) est adjoint au maire d'Alger de 1839 à 1858.

## Biographie
Fils de Jean François Roland de Saint-Léger, devenu de Bussy par un arrêté de 1773, il est sous-lieutenant au 68e régiment d'infanterie en 1792-1793. Employé l'année suivante au ministère de la guerre, il devient commissaire adjoint à l'administration des Invalides. En 1800 il entre au ministère de la police générale et passe chef de division du premier arrondissement, poste qu'il occupe jusqu'en 1810. Entre 1810 et 1814 il est commissaire général de police à Breda, puis Flessingue et finalement Cherbourg. Proche du comte Pierre-François Réal, par ses fonctions et partageant ses convictions politiques, après 1815 il l'accompagne en exil en Amérique à Cape Vincent (New York) où en compagnie d'Emmanuel de Grouchy ils préparent l'évasion de l'empereur de Sainte-Hélène. Après le décès de Napoléon il revient en France et est nommé commissaire général de police à Alger en 1831 où il devient adjoint au maire.

## Famille
Marié à Marie Thérèse Charue, Il est le père de Jean Théodore Roland de Bussy   (Paris, 1808 – Alger, 1873), orientaliste et lui aussi administrateur colonial en Algérie.

## Décoration
Chevalier de l' Ordre de la Légion d'honneur en date du 25 juillet 1830, brevet n°6060

## Sources
- Dossier Légion d'Honneur